# 역순 주소 결정 프로토콜
역순 주소 결정 프로토콜(Reverse Address Resolution Protocol, RARP)은 IP호스트가 자신의 물리 네트워크 주소(MAC)는 알지만 IP주소를 모르는 경우, 서버로부터 IP주소를 요청하기 위해 사용한다. 반대로 IP 주소로부터 맥 주소를 알아오는 것을 ARP(Address Resolution Protocol)라고 한다.